# Georges Averoff
Pour les articles homonymes, voir Averoff.
Ne doit pas être confondu avec Georges Averoff (1868-1930) ou Georgios Averoff (croiseur).
 (décembre 2023).
Si vous disposez d'ouvrages ou d'articles de référence ou si vous connaissez des sites web de qualité traitant du thème abordé ici, merci de compléter l'article en donnant les références utiles à sa vérifiabilité et en les liant à la section « Notes et références ».
Georges M. Averoff (15 août 1815 - 15 juillet 1899) (en grec moderne : Γεώργιος  Αβέρωφ) est un homme d'affaires et philanthrope grec.

## Biographie
Né à Metsovo (Épire) dans une vieille famille aristocratique valaque, Averoff émigre très tôt dans sa vie à Alexandrie (Égypte). Il est connu pour avoir fondé tout au long de sa vie des écoles helléniques en Égypte et en Grèce. 
Richissime, il finance la restauration du Stade panathénaïque pour les Jeux olympiques de 1896 à la demande du prince Constantin. Le stade est reconstruit en 1895, avec du marbre blanc provenant du mont Pentélique, à la demande d’Averoff. Le coût initial estimé est de 580 000 drachmes, mais le coût final est de 920 000 drachmes. Il fait partie du comité de réception pour les participants aux Jeux olympiques. En remerciement de ses contributions, une statue, toujours là aujourd’hui, lui est érigée devant le stade.
Un croiseur cuirassé grec, le Georgios Averoff, en son temps navire amiral de la flotte grecque, porte son nom. Il a participé à l'achat du navire par l’État grec. 
Il fait également construire les prisons qui portent son nom, à Athènes, en service de 1892 à 1971.

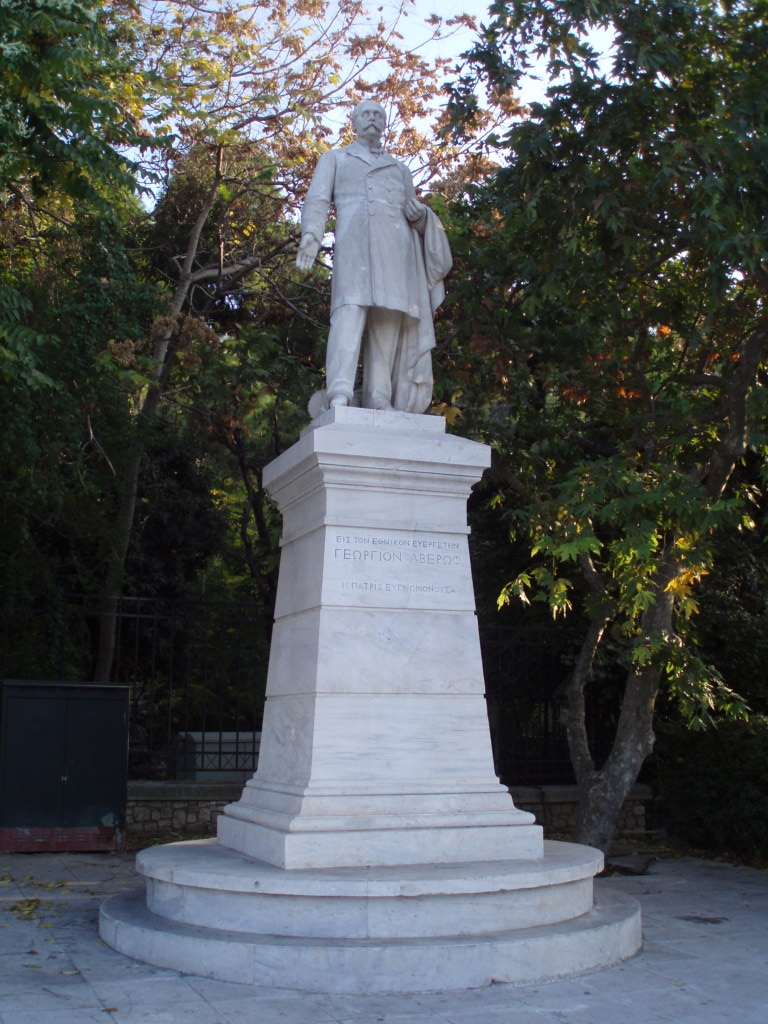
La statue de Georges Averoff, à Athènes.